# Сан-Мігель-дель-Робледо
Сан-Мігель-дель-Робледо (ісп. San Miguel del Robledo) — муніципалітет в Іспанії, у складі автономної спільноти Кастилія-і-Леон, у провінції Саламанка. Населення — 71 особа (2010).
Муніципалітет розташований на відстані близько 190 км на захід від Мадрида, 55 км на південний захід від Саламанки.

## Демографія
Динаміка населення (INE ):

## Зовнішні посилання
- Провінційна рада Саламанки: індекс муніципалітетів
- Посилання на Google Maps